# Boronów
Pour les articles homonymes, voir Boronów (homonymie).
Boronów (prononciation : [bɔˈrɔnuf]) est un village polonais de la voïvodie de Silésie et du powiat de Lubliniec. Il est le siège de la gmina de Boronów.

## Histoire
De 1743 à 1926, Boronow fait partie de l'arrondissement de Lublinitz dans le district d'Oppeln au sein de la province de Silésie.